# Programa Bicentenarios
El Programa Bicentenarios es un programa académico creado en 2006 dentro de la Dirección de Programas Internacionales de la Facultad de Arquitectura, Diseño y Urbanismo (FADU) de la Universidad de Buenos Aires (UBA), Buenos Aires, Argentina.
El Programa se ocupa de las conmemoraciones nacionales que impliquen una revisión crítica del pasado histórico, un diagnóstico del presente, y propuestas a futuro, en el ámbito de las ciudades, la arquitectura y el diseño. 
Está compuesto por dos áreas de trabajo: 
- investigación y análisis crítico
- difusión y transferencia

## Proyectos
El programa cuenta con varios proyectos en relación con la problemática planteada.
En el mes de marzo de 2008 el Programa Bicentenarios de la FADU-UBA, y el Programa Construir Bicentenarios Latinoamericanos del Observatorio Latinoamericano de la New School University, Nueva York, lanzaron la Convocatoria Internacional "Construir Bicentenarios Latinoamericanos en la Era de la Globalización", en la cual de solicitaba la presentación de Ensayos y/o Presentaciones Visuales Digitales.
En la actualidad el equipo del programa está trabajando en la edición y publicación del libro "Construir Bicentenarios Latinoamericanos en la Era de la Globalización".
El programa también cuenta con el proyecto de investigación UBACyT A412, "Bicentenarios latinoamericanos: conmemoración y porvenir. Marcas de la memoria en la ciudad y la arquitectura".

## Equipo
- Margarita Gutman
- Rita Molinos
- Ileana Versace
- Martín Gromez
- Alejandro Schwindt
- Javier Nesprias

## Publicaciones
- Margarita Gutman (editora), Construir Bicentenarios: Argentina, The New School y Caras y Caretas, 2005. ISBN 987-22557-0-9